# Kniphofia reflexa
Espèce
Statut de conservation UICN

 EN C1 : En danger
Kniphofia reflexa Hutch. ex Codd est une espèce de plantes de la famille des Xanthorrhoeaceae et du genre Kniphofia.

## Description
C'est une plante herbacée avec des feuilles tendres atteignant 60 cm de long et 1,5 cm de large, disposées en rosette. L'inflorescence est un épi de 0,6 à 1,6 m de hauteur et peut atteindre parfois 2m, étouffé par de petites fleurs jaunes suivi de fruits noirs. Les populations produisent généralement seulement quelques pointes de floraison à la fois.

## Découverte
Elle a été longtemps connue seulement à travers la récolte de Thomas Douglas Maitland en avril 1931 dans une seule localité au-dessus de Laikom (crête Ijim). Elle n'avait pas été revue jusqu'à ce que le botaniste camerounais Martin Etuge ne découvre sept spécimens dans le marécage d'Afua en 1996. Depuis cette date, elle a été trouvée aussi dans le marécage de Mbesa, celui de Kinkolong, au sommet du Kilum et dans le cratère de Mbi, mais n'a été observée nulle part ailleurs dans le monde.

## Disponibilité
Kniphofia reflexa est la seule espèce de cet important genre botanique présente en Afrique de l'Ouest et du Centre. 
Elle est considérée comme menacée par l'UICN.